# Miss Équateur
 (mai 2016).
Miss Équateur est un concours de beauté féminine, destiné aux jeunes femmes habitant en Équateur et de nationalité équatorienne.
La sélection permet de représenter le pays au concours de Miss Univers.

## Miss Équateur
| Année | Lauréate                            | Province   | Ville      | Participation à                         |
| ----- | ----------------------------------- | ---------- | ---------- | --------------------------------------- |
| 1955  | Leonor Carcache Rodríguez           | Guayas     | Guayaquil  | Miss Univers 1955                       |
| 1956  | María Mercedes Flores Espín         | Guayas     | Guayaquil  | Miss Univers 1956                       |
| 1957  | Patricia Juliana Benítez Wright     | Guayas     | Guayaquil  | Miss Univers 1957                       |
| 1958  | Alicia Vallejo Eljuri               | Chimborazo | Riobamba   | Miss Univers 1958                       |
| 1959  | Carlota Elena Ayala                 | Guayas     | Guayaquil  | Miss Univers 1959                       |
| 1960  | Isabel Rolando Cevallos             | Pichincha  | Quito      | Miss Univers 1960                       |
| 1961  | Yolanda Palacios Charvet            | Pichincha  | Quito      | Miss Univers 1961                       |
| 1962  | Elaine Ortega Hougen                | Pichincha  | Quito      | Miss Univers 1962                       |
| 1963  | Patricia Córdova                    | Pichincha  | Pichincha  | Miss Univers 1963                       |
| 1964  | Tanya Yela Klein Loffredo           | Guayas     | Guayaquil  | Miss Univers 1964                       |
| 1965  | Patricia Ballesteros                | Pichincha  | Quito      | Miss Univers 1964                       |
| 1966  | Martha Cecilia Andrade              | Pichincha  | Quito      | Miss Univers 1966                       |
| 1967  | Laura Elena Baquero Palacios        | Pichincha  | Quito      | Miss Monde 1967/Miss International 1967 |
| 1968  | Marcia Virginia Ramos Christiansen  | Guayas     | Guayaquil  | Miss Monde 1968                         |
| 1969  | Rossana Vinueza Estrada             | Guayas     | Guayaquil  | Miss Univers 1969                       |
| 1970  | Zoila Montesinos Rivera             | Manabí     | Jipijapa   | Miss Univers 1970                       |
| 1971  | Ximena Moreno Ochoa                 | Pichincha  | Quito      | Miss Univers 1971                       |
| 1972  | Patricia Falconí Salas              | Pichincha  | Quito      | Miss Monde 1972                         |
| 1973  | Ana Patricia Rivadeneira Peña       | Azuay      | Cuenca     | Miss Maja 1973                          |
| 1974  | Silvia Aurora Jurado Estrada        | Guayas     | Playas     | Miss Monde 1974                         |
| 1975  | Ana María Wray Salas                | Guayas     | Guayaquil  | Miss Univers 1975                       |
| 1976  | Gilda Plaza                         | Guayas     | Guayaquil  | Miss Univers 1976                       |
| 1977  | Lucía del Carmen Hernández Quiñonez | Manabí     | Chone      | Miss Univers 1977/Miss Monde 1977       |
| 1978  | Mabel Ceballos Sangster             | Guayas     | Guayaquil  | Miss Univers 1978                       |
| 1979  | Anita Plaza                         | Guayas     | Guayaquil  | Miss Univers 1979                       |
| 1980  | Leslie Verónica Rivas Franco        | El Oro     | Machala    | Miss Univers 1980                       |
| 1981  | Lucía Isabel Vinueza Urjelles[^]    | Guayas     | Guayaquil  | Miss Univers 1981/Miss Monde 1981       |
| 1982  | Jacqueline Burgos García            | Guayas     | Guayaquil  | Miss Univers 1982                       |
| 1983  | Mariela García Monsalve[^]          | Manabí     | Portoviejo | Miss Univers 1983                       |
| 1984  | Leonor Patricía Gonzembach Vallejo  | Guayas     | Guayas     | Miss Univers 1984                       |
| 1985  | María Elena Stangl Tamayo           | Guayas     | Guayaquil  | Miss Univers 1985                       |
| 1986  | Verónica Lucía Sevilla Ledergerber  | Pichincha  | Quito      | Miss Univers 1986                       |
| 1987  | María del Pilar Barreiro Cucalón    | Pichincha  | Quito      | Miss Univers 1987                       |
| 1988  | Cecilia Pozo Carminer               | Guayas     | Guayaquil  | Miss Univers 1988                       |
| 1989  | María Eugenia Molina Astudillo      | Guayas     | Guayaquil  | Miss Univers 1989                       |
| 1990  | Jessica Nuñez Severino              | Guayas     | Guayaquil  | Miss Univers 1990                       |
| 1991  | Diana Neira Rassmussen              | Guayas     | Guayaquil  | Miss Univers 1991                       |
| 1992  | María Soledad Diab Aguilar          | Guayas     | Guayaquil  | Miss Univers 1992                       |
| 1993  | Arianna Mandini Klein               | Guayas     | Guayaquil  | Miss Univers 1993                       |
| 1994  | Mafalda Arboleda Arditto            | Guayas     | Guayaquil  | Miss Univers 1994                       |
| 1995  | Radmila Panzic Arapov               | Manabí     | Manta      | Miss Univers 1995                       |
| 1996  | Mónica Chalá                        | Pichincha  | Quito      | Miss Univers 1996                       |
| 1997  | María José López Verdú              | Pichincha  | Quito      | Miss Univers 1997                       |
| 1998  | Soraya Edith Hogonaga Serrano       | Pichincha  | Quito      | Miss Univers 1998                       |
| 1999  | Carolina Alfonso De La Paz          | Pichincha  | Quito      | Miss Univers 1999                       |
| 2000  | Gabriela Cadena                     | Guayas     | Guayaquil  | Miss Univers 2000                       |
| 2001  | Jessica Eliena Bermudez Ronquillo   | Guayas     | Guayaquil  | Miss Univers 2001                       |
| 2002  | Isabel Cristina Ontaneda Pinto[^]   | Pichincha  | Quito      | Miss Univers 2002                       |
| 2003  | Andrea Marcela Jácome Ruíz          | Guayas     | Guayaquil  | Miss Univers 2003                       |
| 2004  | Susana Rivadeneira                  | Pichincha  | Quito      | Miss Univers 2004                       |
| 2005  | Ximena Zamora                       | Pichincha  | Quito      | Miss Univers 2005                       |
| 2006  | Catalina López                      | Guayas     | Guayaquil  | Miss Univers 2006                       |
| 2007  | Lugina Cabezas                      | Pichincha  | Quito      | Miss Univers 2007                       |
| 2008  | Domenica Saporitti                  | Guayas     | Guayaquil  | Miss Univers 2008                       |
| 2009  | Sandra Vinces                       | Manabí     | Portoviejo | Miss Univers 2009                       |
| 2010  | Lady Mina                           | Guayas     | Guayaquil  | Miss Univers 2010                       |
| 2011  | Claudia Schiess                     | Galápagos  | Santa Cruz | Miss Univers 2011                       |
| 2012  | Carolina Aguirre                    | Guayas     | Guayaquil  | Miss Univers 2012                       |
| 2013  | Constanza María Báez Jalil          | Pichincha  | Quito      | Miss Univers 2013                       |
| 2014  | Alejandra Argudo                    | Manabí     | Portoviejo | Miss Univers 2014                       |
| 2015  | Francesca Cipriani                  | Guayas     | Guayaquil  | Miss Univers 2015                       |
| 2016  | Connie Jiménez                      | Los Ríos   | Ventanas   | Miss Univers 2016                       |
| 2017  | Daniela Cepada                      | Guayas     | Guayaquil  | Miss Univers 2017                       |
| 2018  | Virginia Limongi                    | Manabí     | Portoviejo | Miss Univers 2018                       |
| 2019  | Cristina Hidalgo                    | Guayas     | Guayaquil  | Miss Univers 2019                       |
| 2020  | Leyla Espinoza                      | Los Ríos   | Quevedo    | Miss Univers 2020                       |
| 2021  | Susy Sacoto                         | Manabí     | Portoviejo | Miss Univers 2021                       |
| 2022  | Nayelhi González                    | Esmeraldas | Esmeraldas | Miss Univers 2022                       |
| 2023  | Delary Stoffers                     | Guayas     | Guayaquil  | Miss Univers 2023                       |
| 2024  | Mara Topić                          | Guayas     | Guayaquil  | Miss Univers 2024                       |
| 2025  | Nadia Mejía                         |            |            | Miss Univers 2025                       |

## Pour Miss Univers
| Année | Miss Universe Ecuador               | Province   | Ville      | Position à Miss Univers     |
| ----- | ----------------------------------- | ---------- | ---------- | --------------------------- |
| 1955  | Leonor Carcache Rodríguez           | Guayas     | Guayaquil  |                             |
| 1956  | María Mercedes Flores Espin         | Guayas     | Guayaquil  |                             |
| 1957  | Patricia Juliana Benítez Wright     | Guayas     | Guayaquil  |                             |
| 1958  | Alicia Vallejo Eljuri               | Chimborazo | Riobamba   |                             |
| 1959  | Carlota Elena Ayala                 | Guayas     | Guayaquil  |                             |
| 1960  | Isabel Rolando Ceballos             | Pichincha  | Quito      |                             |
| 1961  | Yolanda Palacios Charvet            | Pichincha  | Quito      |                             |
| 1962  | Elaine Ortega Hougen                | Pichincha  | Quito      |                             |
| 1963  | Patricia Córdova                    | Pichincha  | Quito      |                             |
| 1964  | Tanya Yela Klein Loffredo           | Guayas     | Guayaquil  |                             |
| 1965  | Patricia Susana Ballesteros         | Pichincha  | Quito      |                             |
| 1966  | Martha Cecilia Andrade Alomina      | Pichincha  | Quito      |                             |
| 1967  |                                     |            |            |                             |
| 1968  | Priscilla Alava González            | Guayas     | Guayaquil  |                             |
| 1969  | Rossana Vinueza Estrada             | Guayas     | Guayaquil  |                             |
| 1970  | Zoila Montesinos Rivera             | Manabi     | Jipijapa   |                             |
| 1971  | Ximena Moreno Ochoa                 | Pichincha  | Quito      |                             |
| 1972  | Susana Castro Jaramillo             | Pichincha  | Quito      |                             |
| 1973  |                                     |            |            |                             |
| 1974  |                                     |            |            |                             |
| 1975  | Ana María Wray Salas                | Guayas     | Guayaquil  |                             |
| 1976  | Gilda Plaza                         | Guayas     | Guayaquil  |                             |
| 1977  | Lucía del Carmen Hernández Quiñonez | Manabí     | Chone      |                             |
| 1978  | Mabel Cevallos Sangster             | Guayas     | Guayaquil  |                             |
| 1979  | Ana Margarita Plaza                 | Guayas     | Guayaquil  |                             |
| 1980  | Leslie Verónica Rivas Franco        | El Oro     | Machala    |                             |
| 1981  | Lucía Isabel Vinueza Urjelles[^]    | Guayas     | Guayaquil  | Top 12                      |
| 1982  | Jacqueline Burgos García            | Guayas     | Guayaquil  |                             |
| 1983  | Mariela García Monsalve[^]          | Manabí     | Portoviejo |                             |
| 1984  | Leonor Gonzembach Vallejo           | Guayas     | Guayas     |                             |
| 1985  | María Elena Stangl Tamayo           | Guayas     | Guayaquil  |                             |
| 1986  | Verónica Lucía Sevilla Ledergeber   | Pichincha  | Quito      |                             |
| 1987  | María del Pilar                     | Pichincha  | Quito      |                             |
| 1988  | Cecilia Pozo Caminer                | Guayas     | Guayaquil  |                             |
| 1989  | María Eugenía Molina Astudillo      | Guayas     | Guayaquil  |                             |
| 1990  | Jessica Nuñez Severino              | Guayas     | Guayaquil  | 22e place                   |
| 1991  | Diana Neira Rassmussen              | Guayas     | Guayaquil  | 50e place                   |
| 1992  | María Soledad Diab Aguilar          | Guayas     | Guayaquil  | 31e place (Miss Photogenic) |
| 1993  | Arianna Mandini Klein               | Guayas     | Guayaquil  | 41e place                   |
| 1994  | Mafalda Arboleda Arditto            | Guayas     | Guayaquil  | 27e place                   |
| 1995  | Radmila Padnizic Arapov             | Manabí     | Manta      | 64e place                   |
| 1996  | Mónica Chalá                        | Pichincha  | Quito      | 46e place                   |
| 1997  | María José López Verdú              | Pichincha  | Quito      | 39e place                   |
| 1998  | Soraya Edith Hogonaga Serrano       | Pichincha  | Quito      |                             |
| 1999  | Carolina Alfonso De La Paz          | Pichincha  | Quito      |                             |
| 2000  | Gabriela Cadena                     | Guayas     | Guayaquil  |                             |
| 2001  | Jessica Eliana Bermudez Ronquillo   | Guayas     | Guayaquil  |                             |
| 2002  | Isabel Cristina Ontaneda Pinto[^]   | Pichincha  | Quito      |                             |
| 2003  | Andrea Marcela Jácome Ruíz          | Guayas     | Guayaquil  |                             |
| 2004  | Susana Rivadeneira                  | Pichincha  | Quito      | Top 10                      |
| 2005  | Ximena Zamora                       | Pichincha  | Quito      |                             |
| 2006  | Catalina López                      | Guayas     | Guayaquil  |                             |
| 2007  | Lugina Cabezas                      | Pichincha  | Quito      |                             |
| 2008  | Domenica Saporitti                  | Guayas     | Guayaquil  |                             |
| 2009  | Sandra Vinces                       | Manabí     | Portoviejo |                             |
| 2010  | Lady Mina                           | Guayas     | Guayaquil  |                             |
| 2011  | Claudia Schiess                     | Galápagos  | Santa Cruz |                             |
| 2012  | Carolina Aguirre                    | Guayas     | Guayaquil  |                             |
| 2013  | Constanza María Báez Jalil          | Pichincha  | Quito      | Top 3                       |
| 2014  | Alejandra Argudo                    | Manabí     | Portoviejo |                             |
| 2015  | Francesca Cipriani                  | Guayas     | Guayaquil  |                             |
| 2016  | Connie Jiménez                      | Los Ríos   | Ventanas   |                             |
| 2017  | Daniela Cepada                      | Guayas     | Guayaquil  |                             |
| 2018  | Virginia Limongi                    | Manabí     | Portoviejo |                             |
| 2019  | Cristina Hidalgo                    | Guayas     | Guayaquil  |                             |
| 2020  | Leyla Espinoza                      | Los Ríos   | Quevedo    |                             |
| 2021  | Susy Sacoto                         | Manabí     | Portoviejo |                             |
| 2022  | Nayelhi González                    | Esmeraldas | Esmeraldas |                             |
| 2023  | Delary Stoffers                     | Guayas     | Guayaquil  |                             |
| 2024  | Mara Štefica Topić Verduga          | Guayas     | Guayaquil  | Top 30                      |
| 2025  | Nadia Grace Eicher Mejía-Webb       |            |            |                             |

      Demi-finaliste.
 
  Lucía Vinueza (1981), Mariela García (1983) et Isabel Ontaneda (2002) sont nées dans Cuenca, mais elles ont représenté leur province d'origine.

## Pour Miss Monde

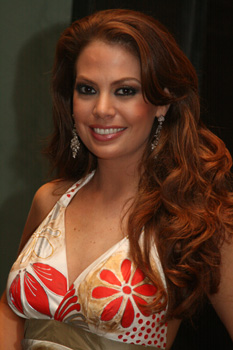
Valeska Saab, Beauty with a Purpose Award et Top 16 à Miss Monde 2007.

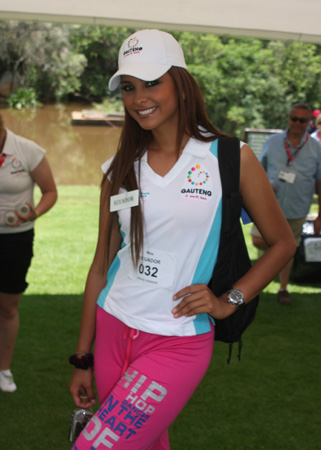
Marjorie Cevallos, Miss World Équateur 2008

| Année | Miss World Ecuador                    | Province           | Ville              | Position à Miss Monde |
| ----- | ------------------------------------- | ------------------ | ------------------ | --------------------- |
| 1960  | María Rosa Rodríguez Váscones         | Guayas             | Guayaquil          |                       |
| 1961  | Magdalena Dávila González             | Pichincha          | Quito              |                       |
| 1962  | Elaine Ortega Hougen                  | Pichincha          | Quito              |                       |
| 1964  | Maria de Lourdes Anda Vallejo         | Guayas             | Guayaquil          |                       |
| 1965  | Corine Mildred Corral                 | Pichincha          | Quito              |                       |
| 1966  | Alexandra Vallejo Klaere              | Guayas             | Guayaquil          |                       |
| 1967  | Laura Elena Baquero Palacios          | Pichincha          | Quito              |                       |
| 1968  | Marcia Virginia Ramos Christiansen    | Guayas             | Guayaquil          |                       |
| 1969  | Ximena Aulestia Díaz                  | Pichincha          | Quito              |                       |
| 1970  | Sofia Virginia Monteverde Nimbriotis  | Guayas             | Guayaquil          | Top 15                |
| 1971  | Maria Cecilia Gómez Buenaventura      | Guayas             | Guayaquil          |                       |
| 1972  | Patricia Falcon                       | Pichincha          | Quito              |                       |
| 1974  | Silvia Aurora Jurado Estrada          | Guayas             | Playas             |                       |
| 1976  | Marie Clare Fontaine Velasco          | Guayas             | Guayaquil          |                       |
| 1977  | Lucía del Carmen Hernandez Quiñonez   | Manabí             | Chone              |                       |
| 1978  | Antonieta Cecilia Campodonico Aguirre | Guayas             | Guayaquil          |                       |
| 1979  | Olba Lourdes Padilla Guevara          | Guayas             | Guayaquil          |                       |
| 1980  | Gabriela Maria Catelina Rios Roca     | Guayas             | Guayaquil          |                       |
| 1981  | Lucia Isabel Vinueza Urjelles         | Guayas             | Guayaquil          |                       |
| 1982  | Gianna Machiavello González           | Guayas             | Guayaquil          |                       |
| 1983  | Martha Lascano Salcedo                | Guayas             | Guayaquil          |                       |
| 1984  | Maria Sol Corral Zambrano             | Azuay              | Azuay              |                       |
| 1985  | Maria del Pilar De Veintemilla Russo  | Pichincha          | Quito              |                       |
| 1986  | Alicia Gisela Cucalón Macas           | Guayas             | Guayaquil          | 6e dauphine           |
| 1987  | Cecilia Pozo Caminer                  | Guayas             | Guayaquil          |                       |
| 1988  | Cristina Elena López Villagómez       | Guayas             | Guayaquil          |                       |
| 1989  | Ximena Paulett Correa Jarre           | El Oro             | Machala            |                       |
| 1991  | Suanny Denise Bejarano López          | Guayas             | Guayaquil          |                       |
| 1992  | Stephanie Krumholz De Menezes         | Guayas             | Guayaquil          |                       |
| 1993  | Danna Saab Saab                       | Guayas             | Guayaquil          |                       |
| 1994  | Diana Margarita Noboa Gordon          | Guayas             | Guayaquil          |                       |
| 1995  | Ana Fabiola Trujillo Parker           | Guayas             | Guayaquil          |                       |
| 1996  | Jennifer Lynn Graham Dumani           | Guayas             | Guayaquil          |                       |
| 1997  | Clío Olaya Frías                      | Esmeraldas         | Esmeraldas         |                       |
| 1998  | Vanessa Natalia Graf Alvear           | Guayas             | Guayaquil          |                       |
| 1999  | Sofia Morán Trueba                    | Manabí             | Manta              |                       |
| 2000  | Ana Dolores Murillo Sánchez           | Manabí             | Portoviejo         |                       |
| 2001  | Carla Revelo Pérez                    | Pichincha          | Quito              |                       |
| 2002  | Jessica Angulo[^]                     | Santo Domingo      | Santo Domingo      |                       |
| 2003  | Mayra Katty Rentería Matamba          | Esmeraldas         | Esmeraldas         |                       |
| 2004  | Cristina Reyes Hidalgo                | Guayasa            | Guayaquil          |                       |
| 2005  | Marielisa Marques Gutiérrez           | Guayas             | Guayaquil          |                       |
| 2006  | Rebeca Flores                         | Azuay              | Cuenca             |                       |
| 2007  | Valeska Saab                          | Guayas             | Guayaquil          | Top 16                |
| 2008  | Marjorie Cevallos                     | Guayas             | Guayaquil          |                       |
| 2009  | Gabriela Ulloa                        | Esmeraldas         | Esmeraldas         |                       |
| 2010  | Ana Galarza                           | Tungurahua         | Ambato             |                       |
| 2011  | Verónica Vargas                       | Guayas             | Guayaquil          |                       |
| 2012  | Cipriana Correia                      | Esmeraldas         | Esmeraldas         |                       |
| 2013  | Laritza Párraga                       | Manabí             | El Carmen          |                       |
| 2014  | Virginia Limongi                      | Manabí             | Portoviejo         |                       |
| 2015  | María Camila Marañón Solorzano        | Manabí             | Chone              | Top 20                |
| 2016  | Mirka Cabrera                         | El Oro             | Machala            |                       |
| 2017  | Romina Zeballos                       | Guayas             | Guayaquil          |                       |
| 2018  | Nicol Ocles                           | Imbabura           | Pimampiro          |                       |
| 2019  | María Auxiliadora Idrovo              | Guayas             | Guayaquil          |                       |
| 2020  | pas de compétition                    | pas de compétition | pas de compétition | pas de compétition    |
| 2021  | Ámar Pacheco                          | Guayas             | Guayaquil          | Top 30                |
| 2022  | Annie Zámbrano                        | Santa Elena        | Salinas            | TBA                   |

      Demi-finaliste
  Jessica Angulo (2002) représentait la province de Pichincha dans ce concours, celle de Santo Domingo ne l'étant pas jusqu'à 2008.

## Pour Miss International
| Année       | Miss Internacional Ecuador           | Province           | Ville              | Position à Miss International |
| ----------- | ------------------------------------ | ------------------ | ------------------ | ----------------------------- |
| 1960        | Magdalena Davila Varela              | Pichincha          | Quito              |                               |
| 1961        | Elaine Ortega Hougen                 | Pichincha          | Quito              |                               |
| 1962        | Margarita Arosemena Gómez            | Guayas             | Guayaquil          | Top 15                        |
| 1963        | Tania Valle Moreno                   | Guayas             | Guayaquil          |                               |
| 1964        | María Agustina Mendoza Veléz         | Manabí             | Santa Ana          |                               |
| 1965        | María Eugenia Mosquera Banados       | Guayas             | Guayaquil          |                               |
| 1967        | Laura Elena Baquero Palacios         | Pichincha          | Quito              |                               |
| 1968        | Enriqueta Valdez Fuentes             | Guayas             | Guayaquil          |                               |
| 1969        | Alexandra Swanberg                   | Guayas             | Guayaquil          |                               |
| 1970        | Lourdes Hernández                    | Pichincha          | Quito              | Top 15                        |
| 1971        | Susana Castro Jaramillo              | Pichincha          | Quito              |                               |
| 1972        | Lucia del Pilar Hernandez            | Manabí             | Manta              |                               |
| 2002        | Isabel Cristina Ontaneda Pinto       | Pichincha          | Quito              |                               |
| 2004        | Irene Andrea Zunino García           | Guayas             | Guayaquil          |                               |
| 2005        | Bianca María Salame Avilés           | Guayas             | Guayaquil          |                               |
| 2006        | Denisse Elizabeth Rodriguez Quiñónez | Pichincha          | Quito              |                               |
| 2007        | Jessica Maena Ortíz Campos           | Esmeraldas         | Esmeraldas         |                               |
| 2008        | Jennifer Pazmiño                     | Guayas             | Guayaquil          | Top 12                        |
| 2009        | Isabella Chiriboga                   | Pichincha          | Quito              |                               |
| 2010        | Andrea Suárez                        | Loja               | Loja               |                               |
| 2011        | María Fernanda Cornejo Alfaro        | Pichincha          | Quito              | Miss International 2011       |
| 2012        | Tatiana Katherine Loor Hidalgo       | Santo Domingo      | Santo Domingo      |                               |
| 2013        | Nathaly Arroba                       | Guayas             | Guayaquil          | Top 15                        |
| 2014        | Carla Prado                          | Santa Elena        | Salinas            |                               |
| 2015        | Daniela Armijos                      | Azuay              | Cuenca             |                               |
| 2016        | Ivanna Abad                          | El Oro             | Machala            |                               |
| 2017        | Jocelyn Mieles                       | Manabí             | Manta              | Top 5                         |
| 2018        | Michelle Huet                        | Guayas             | Guayaquil          | Top 5                         |
| 2019        | Alegría Tobar Cordovéz               | Pichincha          | Quito              |                               |
| 2020 - 2021 | pas de compétition                   | pas de compétition | pas de compétition | pas de compétition            |
| 2022        | Valeria Gutiérrez                    | Guayas             | Guayaquil          |                               |
| 2023        | Georgette Kalil                      | Guayas             | Guayaquil          |                               |
| 2024        | Paulethe Cajas                       | Pichincha          | Quito              |                               |

## Classement par provinces
| Province   | Total | Miss Équateur |
| ---------- | ----- | --- |
| Guayas     | 33    | 1955, 1956, 1957, 1959, 1964, 1968, 1969, 1973, 1974, 1975, 1976, 1978, 1979, 1981, 1982, 1984, 1985, 1988, 1989, 1990, 1991, 1992, 1993, 1994, 2000, 2001, 2003, 2006, 2008, 2010, 2012, 2015, 2017, 2019 |
| Pichincha  | 20    | 1960, 1961, 1962, 1963, 1965, 1966, 1967, 1971, 1972, 1986, 1987, 1996, 1997, 1998, 1999, 2002, 2004, 2005, 2007, 2013                                                                                     |
| Manabí     | 8     | 1970, 1977, 1983, 1995, 2009, 2014, 2018, 2021 |
| Los Ríos   | 2     | 2016, 2020 |
| Esmeraldas | 1     | 2022 |
| Galápagos  | 1     | 2011 |
| El Oro     | 1     | 1980 |
| Chimborazo | 1     | 1958 |